# Antoni Defez i Martín
Antoni Defez i Martín (València, 1958) és un doctor en filosofia, poeta i assagista valencià d'orientació wittgensteiniana. Estudià Magisteri i Filosofia a la Universitat de València. Ha treballat com a professor de primària i batxillerat, com a professor associat a la Universitat de València i a la Universitat d'Alacant, i des de 1994 és professor de Filosofia en la Facultat de Lletres de la Universitat de Girona. També ha estat membre de la Societat de Filosofia del País Valencià i secretari de la revista Quaderns de filosofia i ciència.

## Obra publicada
- ASSAIG
- Música i sentit. El cas Wittgenstein. Publicacions de la Universitat de València, 2008.[5]
- Realisme i nació: un assaig de filosofia impura (Premi Joan Fuster d'assaig). València: Editorial 3 i 4, 2009.[6]
- Assumptes pendents. Set qüestions filosòfiques d'avui (Premi Filosofia i Ciutadania Josep Lluis Blasco). Publicacions de la Universitat de València, 2011.[7][8][9]
- Fronts oberts: quatre estudis sobre Wittgenstein, Russell i Heidegger. Girona: Edicions de la Ela Geminada, 2020.[10][11]
- Els arbres de Berkeley. El problema del món extern en l'empirisme clàssic. Publicacions de la Universitat de València, 2020.[12]
- De la propia veu a la veu pròpia (Premi Josep Vicent Marqués. Premis Ciutat de València). Picanya: Edicions del Bullent, 2022.[13][14][15][16][17]
- No pots buscar en el blau. Una aproximació a les filosofies de Wittgenstein. Publicacions de la Universitat de València, 2024.
- POESIA
- Pas insomne (Premi de poesia Manuel Rodríguez Martínez Ciutat d'Alcoi). València: Editorial Brosquil, 2003.
- Els haikus de Ciutat Vella (Premi de poesia Ciutat de València). Alzira: Editorial Bromera, 2005.
- La fam del guepard. (Premi de poesia Les Talúries). Lleida: Pagès Editors, 2005.
- L'arc de la mirada (Premi Benvingut Oliver). Catarroja: Editorial Perifèric, 2007.
- Incert moviment (Premi Vicent Andrés Estellés de Burjassot). Alzira: Editorial Bromera, 2008.
- Metralla esparsa (Premi Ibn Jafadja Ciutat d'Alzira). Alzira: Editorial Bromera, 2014.